# 攀枝花公交

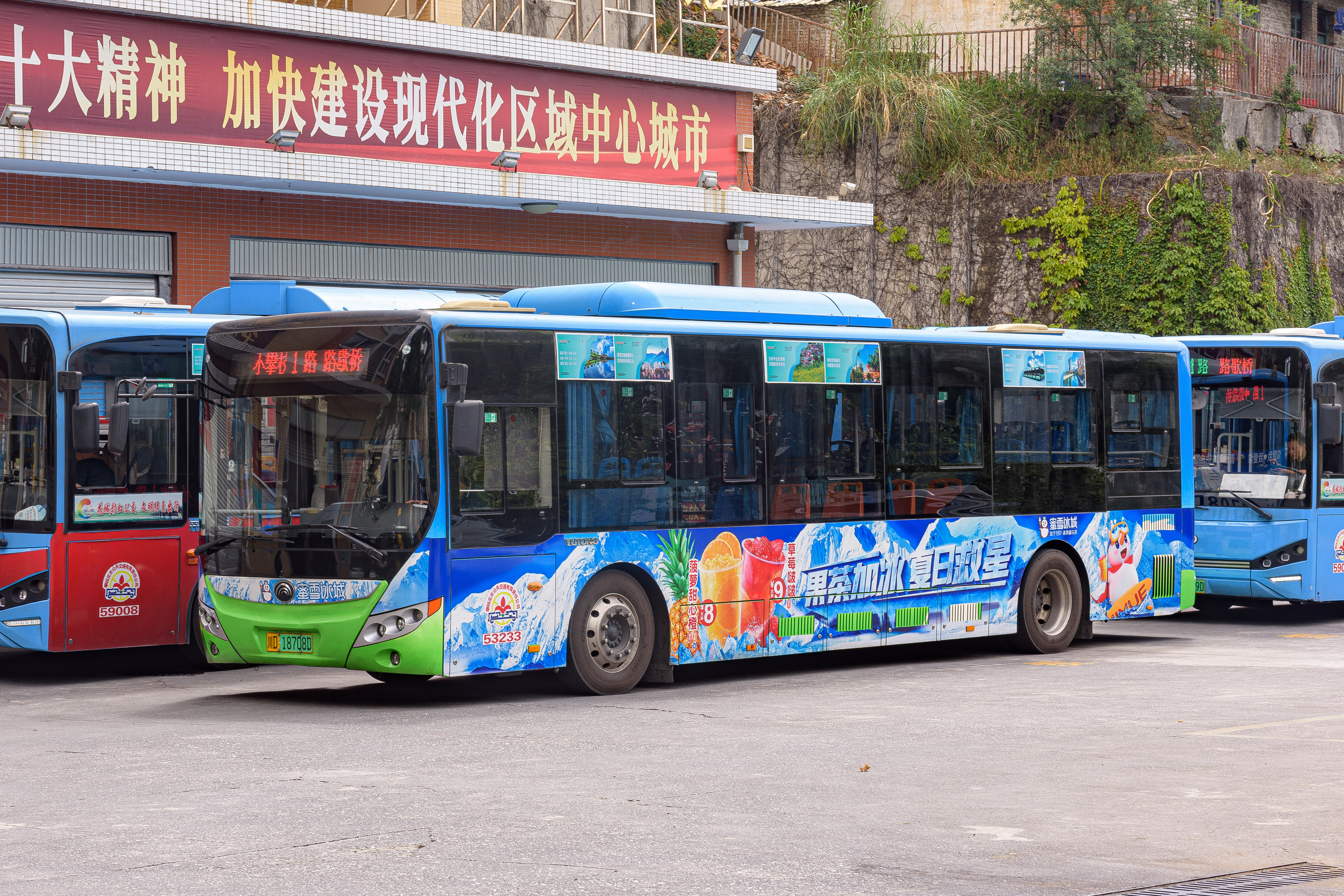
攀枝花1路使用的宇通E10停靠在小攀枝花总站

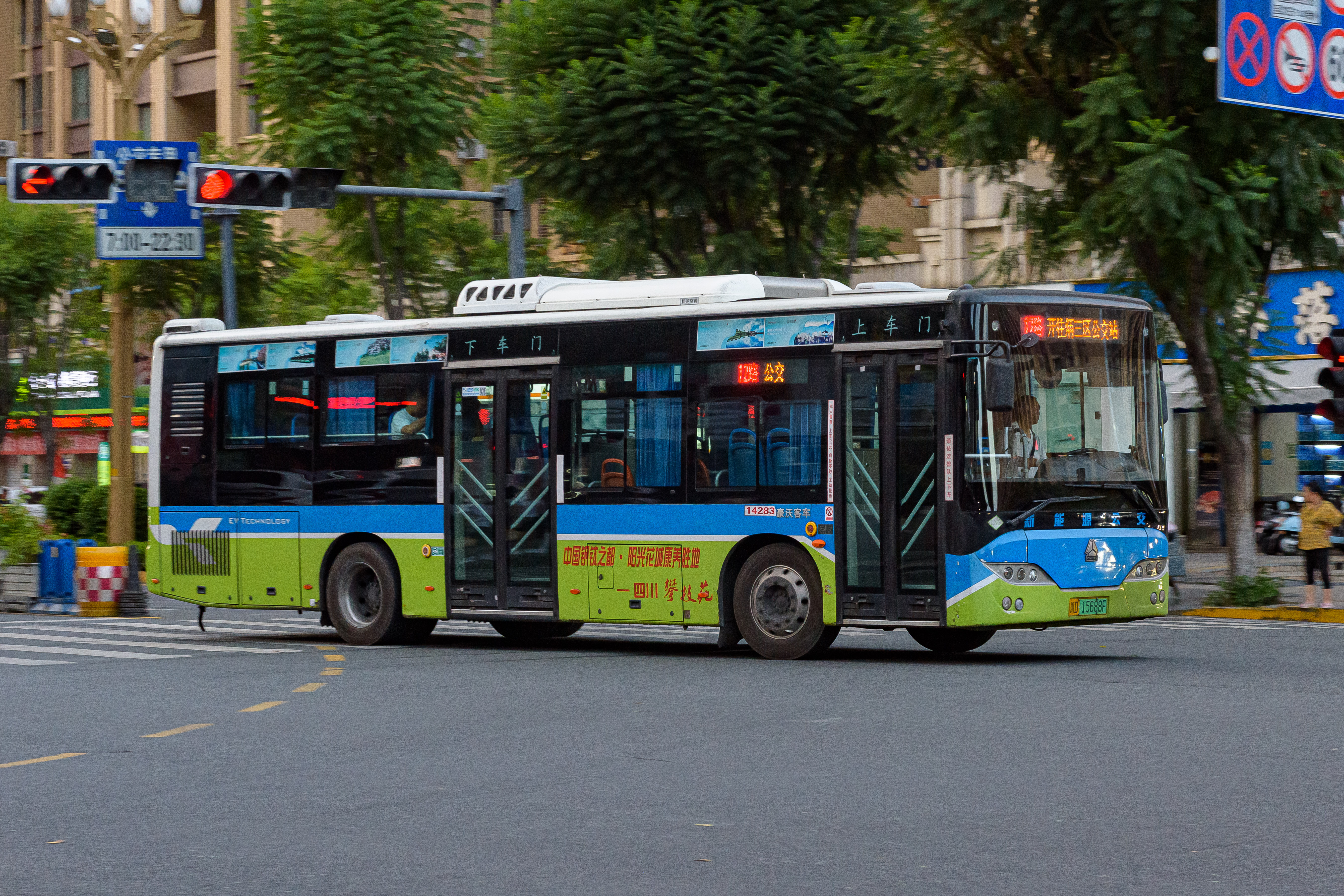
攀枝花12路使用的豪沃客车JK6106GPHEVN5型行驶在三线大道

攀枝花公交是四川省攀枝花市的市内公共汽车系统，如今主要服务于攀枝花市东区、西区、仁和区范围内的各个城区，并有延伸至如东区五道河、西区格里坪镇、仁和区小宝鼎、金江镇等重要矿区和郊区。2013年2月全市共有在册运营公交车辆613台，营运线路35条，运营总长度479.85公里，城区公交网络覆盖率达到95％，日运营里程10万余公里，日客运量36万人次。2013年9月，运营公交车增至631台，运营线路37条。

## 运营公司
攀枝花公交多数时期由市属国有企业专营，先后经历了四个阶段。
- 1964年9月至1965年4月，西昌汽车运输公司
- 1965年4月至1971年6月，渡口汽车运输公司
- 1971年7月至1989年7月24日，渡口市公共汽车公司
- 1989年7月24日至今，攀枝花公交客运总公司

攀枝花公交客运总公司是从事城市公共交通的国有独资企业。1990年代也曾有个体经营户、民营企业与其他公有制企业参与公交运营，但已于2000年代初期全部退出。

## 历史
攀枝花市的前身攀枝花特区于1965年3月成立，同年5月改称渡口市，1987年改为攀枝花市。
攀枝花最早的公交雏形是1964年9月西昌汽车运输公司抽调到仁和的两部25座峨眉牌客车，于9月24日开始运营。线路往返仁和与华山，乘客都是三线建设规划勘查人员，乘车免费，沿途不设车站，招手即停。1965年4月增至每天对开5班，开始售票，上车5角。此后陆续增开线路，同年7月，渡口汽车运输公司组建了客车站。1966年底有客车23辆，运营线路9条，全长177公里。
1971年5月根据渡口市革委与天津市公用局革委签订的协议，由天津市公交系统内迁职工211人增援攀枝花公交。加上汽车运输公司的50辆汽车和244名驾驶员，成立了渡口市公共汽车公司。公交线路从12条增为22条，车辆由88辆增至179辆，职工从200多人增至1300多人。1971年客运量302万人次，1972年991万人次，1980年3871万人次。
1985年有市区公交线路和长途客运线路52条，运营里程4073.65公里，日客运量168084人次。其中市区线路38条，1024.65公里，日行车851个班次，日客运量166884人次；长途客车14条，3049公里，日行车12班次(包括隔日开行线路)，日客运量约1200人次。市区线路中，市内线路12条，运营里程113.75公里，日开行647班次，日客运量129830人次；市内专线5条，运营里程61.50公里，日开行23班次，日客运量2760人次；矿区线路7条，运营里程182.80公里，日开行107班次，日客运量24952人次；郊区线路14条，运营里程666.60公里，日开行74班次，日客运量9342人次。

## 运营线路

### 编号规则
- 1－100路，干线公交线路（即路面常规公交线路），是城市公交网络骨干。目前有27个不完全连续的编号在用。
  - 41－49路，矿区线路。目前41、44、45共3个编号在用。随着矿区、市区、郊区角色不断发展变化，此规则因难以遵守而被放弃。通达矿区的线路已不局限此号段。
  - 61－79路，郊区线路。目前63－66共4个编号在用。随着矿区、市区、郊区角色不断发展变化，此规则因难以遵守而被放弃。通达郊区的线路已不局限此号段。
- 101－200路，支线公交线路（含社区巴士线路），是城市公交网络向居民区的延伸。目前101－115共15个编号在用。
- 201－300路，快速公交线路（跨站式快速公交线路），是对城市公交网络骨干线路的补充。目前暂无此种线路，号段所有编号预留中。[4]然而此规则公布后使用此号段的第一条公交线路并非跨站式快速公交线路。[5]
- XX专线，过渡时期临时线路，不在网络规划中，随着城市发展将被其他线路取代。目前有阿署达（花舞人间）专线、三森专线和攀枝花学院专线。
- K1－Kn路（跨线1－跨线n路），跨城市片区的长距离公交。曾有K1－K5共5个编号被使用。2012年K字头编号废除，相关线路更名至1－100路号段。
- S1－Sn路（社区1－社区n路），是城市公交网络向居民区的延伸。曾有S1－S7共7个编号被使用。2012年S字头编号废除，相关线路更名至101－200路号段。
- 专线1－专线n路。曾有多个编号被使用，例如专线12路。2000年代初期专线编号被废除，相关线路更名至1－100路号段，例如专线9路更名为17路。

### 运营中线路列表
数据截至2022年7月
| 线路编号 | 运行路线                   | 首末班时间                                     | 站点总数 | 单程距离(km) | 无人售票 | 是否空调 |
| -------- | -------------------------- | ---------------------------------------------- | -------- | ------------ | -------- | -------- |
| 1路      | 小攀枝花↔路歇桥            | 小攀枝花6:00-22:00；路歇桥6:00-22:00           | 57       | 27           | 是       | 是       |
| 2路      | 太平北路↔攀钢公司↔君临江山 | 太平北路6:00-20:00；君临江山6:30-21:10         | 55       | 28.4         | 是       | 是       |
| 3路      | 渡口大桥北↔小攀枝花场站    | 渡口大桥北6:00-19:30；小攀枝花场站6:45-20:10   | 22       |              | 是       | 是       |
| 4路      | 湖滨路↔五十一广场          | 湖滨路6:00-21:30；五十一广场6:36-21:30         | 28       | 13           | 是       | 是       |
| 6路      | 密地大桥南↔巴斯箐          | 密地大桥南6:30-22:00；巴斯箐6:30-21:30         | 28       | 11.8         | 是       | 是       |
| 7路      | 五十一广场↔大花地南路      | 五十一广场6:30-21:30；大花地南路6:40-21:30     | 24       | 12           | 是       | 是       |
| 8路      | 新民路↔炳草岗大街          | 新民路6:30-21:30；炳草岗大街6:30-22:00         | 20       | 8.5          | 是       | 是       |
| 9路      | 沙沟↔人民街                | 沙沟6:30-21:00；人民街6:30-21:00               | 43       | 23           | 是       | 是       |
| 11路     | 炳三区公交站↔大花地南路    | 炳三区公交站6:30-21:30；大花地南路6:30-22:00   | 24       | 12.6         | 是       | 是       |
| 12路     | 炳三区公交站↔巴斯箐公交站  | 炳三区公交站6:30-22:00；巴斯箐公交站6:30-22:30 | 29       | 14           | 是       | 是       |
| 13路     | 天津路↔枣子坪              | 天津路6:15-22:00；枣子坪6:35-22:20             | 12       | 6.7          | 是       | 否       |
| 17路     | 五道河↔炳草岗大街          | 五道河6:15-20:40；炳草岗大街6:30-20:00         | 27       | 16           | 是       | 是       |
| 18路     | 机电学院↔南山              | 机电学院6:30-21:30；南山6:30-22:10             | 27       | 13.4         | 是       | 是       |
| 25路     | 大渡口街↔攀枝花南站        | 大渡口街6:30-19:00；攀枝花南站6:05-19:20       | 24       |              | 是       | 是       |
| 26路     | 南山↔枣子坪                | 南山7:00-19:00；枣子坪7:25-19:25               | 15       | 8.5          | 是       | 是       |
| 27路     | 大湾丘↔联通街              | 大湾丘6:30-20:00；联通街6:15-22:00             | 38       | 22           | 是       | 混合     |
| 32路     | 河门口↔榕树街              | 河门口6:00-21:30；榕树街6:30-22:30             | 30       | 18.4         | 是       | 混合     |
| 34路     | 智学北路↔攀枝花公园        | 智学北路6:30-20:30；攀枝花公园7:00-21:10       | 25       | 17           | 是       | 否       |
| 35路     | 太平北路↔蓝湖国际          | 太平北路7:00-19:30；蓝湖国际6:30-20:20         | 22       | 10.8         | 是       | 否       |
| 41路     | 小宝鼎↔渡口大桥南          | 小宝鼎7:00-19:30；渡口大桥南6:30-19:00         | 11       | 10.5         | 是       | 是       |
| 44路     | 畔海社区↔太平北路          | 畔海社区6:30-19:30；太平北路6:45-19:15         | 8        | 5            | 是       | 是       |
| 45路     | 新民路↔雅江大桥            | 新民路6:30-18:30；雅江大桥7:00-18:50           | 20       | 11.5         | 是       | 否       |
| 63路     | 攀枝花南站↔密地大桥南      | 攀枝花南站5:30-19:30；密地大桥南5:30-19:30     | 46       |              | 是       | 是       |
| 64路     | 客运中心↔攀枝花火车站      | 客运中心5:30-20:00；攀枝花火车站6:20-20:50     | 36       | 28           | 是       | 是       |
| 65路     | 攀枝花火车站↔小攀枝花      | 攀枝花火车站7:25-19:20；小攀枝花6:30-18:30     | 27       | 21.5         | 是       | 是       |
| 67路     | 路歇桥↔君临江山            | 路歇桥6:00-18:30；君临江山7:15-19:40           | 36       |              | 是       | 是       |
| 69路     | 河石坝↔攀枝花南站          |                                                | 41       |              | 是       | 是       |

}
| 线路编号                                                                                     | 运行路线                      | 首末班时间                                         | 站点总数 | 单程距离(km) | 无人售票 | 是否空调 |
| -------------------------------------------------------------------------------------------- | ----------------------------- | -------------------------------------------------- | -------- | ------------ | -------- | -------- |
| 7路A                                                                                         | 大花地南路↔市三中钒钛高新校区 | 大花地南路7:00-19:10；市三中钒钛高新校区6:45-19:00 | 30       |              | 是       | 是       |
| 20路A                                                                                        | 科创路↔炳草岗大街             | 科创路7:00-18:00；炳草岗大街7:00-18:30             | 19       |              | 是       | 是       |
| 25路A                                                                                        | 大渡口街↔攀钢总医院           | 大渡口街7:50-18:10；攀钢总医院8:00-18:20           | 5        |              | 是       | 是       |
| 101路                                                                                        | 攀钢总医院↔天津路             | 攀钢总医院6:30-21:30；天津路6:30-21:15             | 19       |              | 是       | 是       |
| 102路                                                                                        | 高峰社区↔枣子坪上街           | 高峰社区6:30-22:00；枣子坪上街6:50-19:30           | 15       | 5.8          | 是       | 是       |
| 104路                                                                                        | 格里坪↔梨华路                 | 格里坪6:30-20:30；梨华路6:30-20:55                 | 28       | 12           | 是       | 是       |
| 105路                                                                                        | 湖滨路↔君临江山               | 湖滨路6:30-20:30；君临江山7:00-21:00               | 19       | 8.4          | 是       | 是       |
| 106路                                                                                        | 仁和广场↔路歇桥               | 仁和广场6:30-22:00；路歇桥6:15-21:45               | 随叫随停 | 4.5          | 是       | 是       |
| 107路                                                                                        | 仁和广场↺土城街               | 仁和广场7:00-21:00                                 | 随叫随停 | 4            | 是       | 是       |
| 108路                                                                                        | 马鹿箐↔创力巷                 | 马鹿箐6:30-20:00；创力巷6:45-19:15                 | 9        | 4.6          | 是       | 是       |
| 109路                                                                                        | 君临江山↔海德堡               | 君临江山6:30-21:00；海德堡6:45-21:30               | 11       | 4.8          | 是       | 是       |
| 110路                                                                                        | 太平矿↔太平南路               | 太平矿7:00-18:00；太平南路（立即折返）             | 6        | 3            | 是       | 是       |
| 111南环线                                                                                    | 南山↺巴斯箐                   | 南山6:30-18:50                                     | 22       | 9.6          | 是       | 是       |
| 111北环线                                                                                    | 南山↺巴斯箐                   | 南山6:40-19:00                                     | 21       | 9.6          | 是       | 是       |
| 112路                                                                                        | 向阳二村↔渡口大桥南           | 向阳二村7:00-19:30；渡口大桥南7:10-19:40           | 7        | 7            | 是       | 是       |
| 113路                                                                                        | 市人才公寓↔中心广场           | 市人才公寓6:30-20:30；中心广场（立即折返）         | 20       | 9.5          | 是       | 是       |
| 114路                                                                                        | 矿运社区↔马兰山               | 矿运社区7:00-19:00；马兰山6:50-19:20               | 14       | 4.8          | 是       | 是       |
| 阿署达（花舞人间）专线                                                                       | 中心广场↔阿署达（花舞人间）   | 中心广场7:00-20:00；阿署达7:00-20:30               | 14       | 11.6         | 是       | 是       |
| 攀枝花学院专线                                                                               | 西苑↔攀枝花学院               | 西苑7:15-21:15；攀枝花学院7:25-21:30               | 4        | 1.8          | 是       | 是       |
| 201路                                                                                        | 河门口↔和平巷                 | 6:30-20:00                                         | 4        | 0.87         | 免费     | 是       |
| 说明：↺符号表示环形路线，起点和终点重合。↺符号左侧为首末站，右侧仅表示远端方向，仅为中途站。 |                               |                                                    |          |              |          |          |

### 已取消线路列表
- 1路，渡口桥北↔沙沟（与K1路合并线路）
- 8路[註 1]，中心站↔瓜子坪
- 9路，巴斯箐↔大花地南路（与7路合并线路）[7]
- 10路，荷花池大桥北↔铸造厂
- 15路，智学北路↔格里坪
- 16路，密地大桥南↔河石坝
- 19路，南山↔东风
- 24路，渡口桥南↔渡口桥北（绕行炳草岗大桥，新渡口大桥修好以后停运）
- 33路，智学北路↔枣子坪上街
- 42路，渡口桥↔二滩
- 43路，
- 46路[註 2]，渡口桥↔红果
- 46路[註 3]，攀钢汽修总厂↔密地桥北
- 47路，渡口桥↔务本
- 61路，渡口桥↔大田
- 62路，仁和↔总发
- 63路[註 4]，渡口桥↔平地
- 65路[註 5]，河门口公园↔同德
- 115路，巴斯箐↔瑞豪车立方

### 线路变更
- 2008年1月，因密地大桥限高1.75米通行，原K1路（瓜子坪↔沙沟）、6路（攀钢汽修总厂↔巴斯箐）改在密地大桥南到发，增开46路（攀钢汽修总厂↔密地大桥北）。
- 2009年6月，11路取道龙珠路绕行，并将始发站延长至攀枝花学院南门，以配合市政务中心在炳三区新址办公。
- 2009年9月，7路将始发站延长至五十一广场。
- 2009年10月20日，原12路（密地大桥南↔巴斯箐）调整为（攀枝花学院↔巴斯箐）运营。
- 2009年11月1日，公交仁和路歇桥站场竣工，为了进一步优化运营线路，原K1路（密地大桥南↔沙沟）和25路（渡口大桥南↔土城南街）均延长至路歇桥。同时，K1路全程收费上调为3元，25路由无人售票改为有人售票线路，全程票价上调为2元。
- 2011年，41路（小宝鼎↔紫荆山）缩短为（小宝鼎↔渡口大桥南），并改为无人售票。
- 2011年9月，4路和5路对调临江路首末站，调整后4路到发湖滨路站（有线电视中心）、5路到发临江路站。
- 2011年9月28日，新密地大桥半幅试通车，K1路由密地大桥南始发改为（攀北↔路歇桥）运营，17路由原来经倮果大桥至五道河改为经密地大桥至五道河运营。同时，调整原46路运营线路，变更为8路（新民路↔炳草岗大街）。
- 2012年4月，多条线路名称更改：[4]

K1→1，攀北↔路歇桥
K4→63，沙沟↔攀枝花火车站
K5→65，攀枝花火车站↔小攀枝花
S1→101，攀钢总医院↔炳草岗大街
S2→102，高峰↔枣子坪
S3→103，和平巷↔梨华路/蓝湖国际
S5→105，湖滨路↔攀枝花学院
S6直→106，仁和广场↔路歇桥
S6环→107，仁和广场↺土城街
- 2012年7月23日至8月30日，因密地大桥尾矿管线由老桥改往新桥，密地大桥北桥头至变电站因施工断道，途经线路临时调整。3路（渡口大桥北↔小攀枝花）临时改走炳草岗和渡口火车站，经密地大桥和炳草岗大桥跨江；17路（炳草岗大街↔五道河）临时改走南岸小沙坝，经密地大桥和倮果大桥跨江；45路（新民路↔雅江大桥）临时缩短为雅江大桥经烂院子至变电站；65路（攀枝花火车站↔小攀枝花）临时改走南岸小沙坝，经密地大桥跨江；3路额外开行区间车，由渡口大桥北经马坎至变电站。
- 2012年7月31日至10月10日，倮密路（隆庆东路）K0+000至K0+400段路面施工断道，17路（炳草岗大街↔五道河）停止运营倮果花园至五道河路段。
- 2012年8月2日，临时增开17路区间车，运行五道河至倮果区间。
- 2012年12月11日，受到前一天傍晚倮果大桥桥面塌陷影响，65路改走小沙坝，由密地大桥跨江。倮果大桥于2013年9月28日修复，65路已恢复从倮果大桥跨江，途经烂院子。
- 2013年4月24日，12路（攀枝花学院↔巴斯箐）调整为（炳三区公交站↔巴斯箐）运营，同时延长末班时间至21:30。
- 2014年11月25日，新建成的奥林匹克中心公交站投用，2路和2A（太平北路↔机场路）延长为（太平北路↔奥林匹克）。[8]
- 2015年2月1日，原有25路（路歇桥↔渡口大桥南）部分班次延伸为（路歇桥↔渡口大桥南↔攀钢总医院），每天延伸24个班次。延伸段单独售票，票价1元。[9]
- 2015年2月1日，113路环线分解为A线（逆时针环绕）和B线（顺时针环绕），并且均在中途增加西苑至人才公寓中途折返段。[10]
- 2015年6月30日，撤销政务中心终点站，11路（政务中心↔大花地南路）延长为（炳三区公交站↔大花地南路）、109路（政务中心↔海德堡）延长为（奥林匹克↔海德堡）；113路由环线改为双向通行（往返路径相同），故不再存在A/B线之分。[11]
- 2015年7月1日，成都铁路局夏季调图重大变化，攀枝花公交涉及火车站的63路、64路、65路首末班时间及班次安排随之调整。[12]

### 新开线路
- 2006年9月1日，攀枝花公交正式开通第一条社区巴士线路S1路（攀钢总医院↔炳草岗大街），公交线路覆盖进入社区。
- 2007年12月20日，S2路（高峰↔枣子坪）开通。
- 2008年2月1日，K5路（攀枝花火车站↔小攀枝花）开通，方便了小攀枝花、密地一线的群众前往攀枝花火车站的需要。
- 2009年3月7日，S3路（梨华路↔河门口）、S4路（河门口↔格里坪）在西区开行，并且开辟有公交车专用车道。此举被认为是政府和公交公司联合打击“黑车”的又一重要举措。
- 2010年12月6日，新开S6路（仁和广场↔路歇桥）、S6路环线（仁和广场↺土城街）。[13]
- 2011年1月9日，开通S5路（湖滨路↔攀枝花学院），在炳草岗片区循环运营。[14]
- 2011年9月30日，开通阿署达专线（中心广场↔阿署达），无人售票，票价2元。[15]
- 2012年7月26日，开通108路（马鹿箐↔创力巷）、109路（政务中心↺开元名都），无人售票，票价1元。[16]
- 2013年1月30日，开通35路（太平北路↔南湖国际）、66路（攀枝花火车站↔太平北路）。[17]
- 2013年9月22日，开通110路（太平矿↔太平南路）、111路（南山↺巴斯箐），无人售票，票价1元。[18]
- 2014年4月1日，开通27路（攀北↔联通街），有人售票，全程票价2元。[19]
- 2014年9月22日，开通112路（渡口大桥南↔向阳二村），无人售票，票价1元。[20]
- 2014年11月25日，开通113路（奥林匹克↺四十中小学校）单向环线，无人售票，票价1元。[8]
- 2015年8月30日，开通114路（马兰山社区↔矿运社区）无人售票。[21]
- 2016年7月1日，开通115路（巴斯箐↔瑞豪车立方）无人售票。[22]
- 2017年5月6日，开通9路（沙沟↔人民街）有人售票。[23]

## IC乘车卡
- 攀枝花公交IC乘车卡[24]
  - 充值类：A卡（电子钱包）、B卡（成人月票）、C卡（中小学生月票）三种；
  - 非充值类：寿星卡（70周岁及以上老年人）、爱心卡（伤残者）两种。
- 攀枝花市民卡[註 6] （页面存档备份，存于）
  - 商务卡：可在攀枝花与成都刷卡乘坐公交车。[26][27]

- 交通联合卡

## 场站设施
按照《攀枝花市人民政府关于优先发展城市公共交通的实施意见》，在“十一五”期间即2010年前要基本完成东区炳草岗、大渡口、小攀枝花，西区陶家渡、大水井，仁和区路歇桥、攀枝花火车站等公交换乘枢纽场站的建设。
现实在主城区仍然有多条公交线路沿街停靠，亦无正规场站设施。攀枝花公交总公司将迁往机场路陈家垭口隧道旁，占地面积约64680平方米，炳三区陈家垭口停车场已先期建成投用。

## 灾难事故
- 1975年4月10日，周昌顺驾驶自编5021号的客车自金江开往渡口，行至尾矿坝与密地桥之间从37米高处坠入金沙江，死亡33人、受伤32人，直接经济损失15万余元。[3]
- 1977年4月12日，周成元驾驶自编1077号的3路公共汽车从渡口大桥开往攀枝花[註 7]，在渡口吊桥附近翻入崖下金沙江边乱石堆上，死2人，伤27人，直接经济损失3.4万元。[3]
- 1979年6月6日，1路公共汽车行至大渡口车站附近突然发生爆炸，当场炸死11人，重伤15人，轻伤21人。嫌犯谢发明系市郊前进公社社员，也被炸死。[29]
- 1984年2月6日，渡口矿务局太平煤矿工人赵先和携带雷管炸药在44路公共汽车上引爆，炸死4人，重伤8人，轻伤30人。[30]时值“严打”，从案发到赵先和被判死刑仅历时7天。[31]